# Jirafas de Dabous

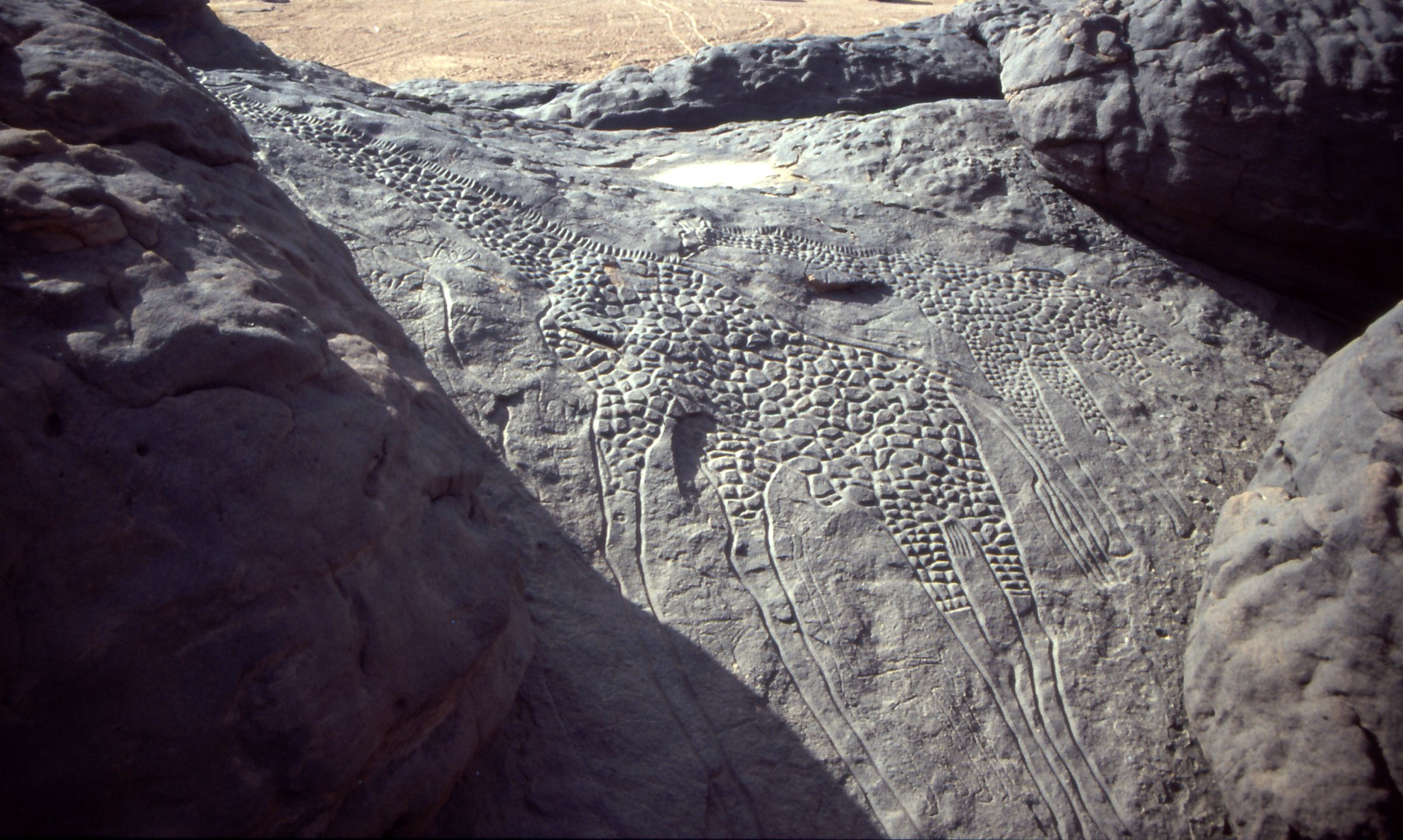
Jirafa de Dabous, 1991

Las jirafas de Dabous forman parte de una serie de petroglifos neolíticos de autor desconocido que se encuentran en el desierto de Teneré, en Níger. Completadas entre el 9000 y el 5000 a. C., las jirafas fueron documentadas por primera vez por David Coulson en 1997 mientras viajaba con una expedición fotográfica por Níger, en África, aunque su descubrimiento se debe a Christian Dupuy, en 1987, en la región de los tuareg.
Los relieves, de unos 6 metros de altura, consisten en dos jirafas grabadas en un lugar llamado Roca de Dabous, con gran cantidad de detalles, sobre la ladera inclinada de un pequeño afloramiento rocoso de arenisca en las primeras estribaciones de las montañas de Air. Una de las jirafas es macho, mientras que la otra, más pequeña, es hembra.
En los alrededores se han encontrado 828 imágenes grabadas en las rocas, de las que 704 son animales (bóvidos, jirafas, avestruces, antílopes, leones, rincerontes y camellos), 61 son humanas y 159 son indeterminadas.
La Fundación Bradshaw es la encargada de la protección y la preservación de este petroglifo.